# Elecciones parlamentarias de Finlandia de 2023
Las elecciones parlamentarias de Finlandia de 2023 se llevaron a cabo el 2 de abril de ese año, para la elección de los miembros del Parlamento de Finlandia para el período 2023-2027. La coalición gobernante perdió la mayoría absoluta en el parlamento. El Partido Coalición Nacional de la oposición ganó las elecciones con el 20,8% del voto popular a nivel nacional y ganó 48 escaños en el parlamento, el tercer resultado más alto en la historia del partido. Por primera vez en la historia de Finlandia, el Partido del Centro no ganó una pluralidad de votos en ningún distrito electoral regional.
El líder de la Coalición Nacional, Petteri Orpo inició las negociaciones de formación de gobierno la semana siguiente, luego de la fiesta de la Pascua. El partido pasó a formar una coalición con el Partido de los Finlandeses, el Popular Sueco y el Demócrata Cristianos, con Orpo como primer ministro.

## Antecedentes

### Elecciones anteriores

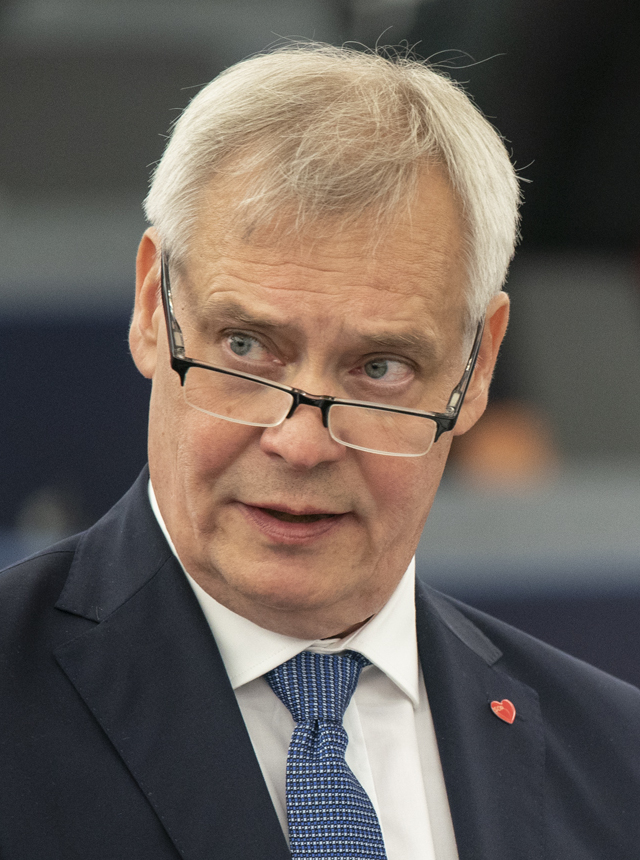
Antti Rinne dimitió como primer ministro de Finlandia tras el escándalo del servicio postal en diciembre de 2019

En las elecciones parlamentarias de 2019, llevadas a cabo en abril de 2019, el Partido Socialdemócrata de Finlandia (SDP) obtuvo el primer lugar, con el 17,7% del voto popular, seguido por el Partido de los Finlandeses (PS) y el Partido Coalición Nacional (PS), que obtuvieron el 17,5% y el 17% del voto popular, respectivamente. El Partido del Centro (KESK), del primer ministro saliente Juha Sipilä, quedó en cuarto lugar, con el 13,8% del voto popular, mientras que la Liga Verde (VIHR) y la Alianza de la Izquierda (VAS) aumentaron su votación a comparación de las elecciones anteriores. Después de varios meses de negociaciones, el SDP, liderado por Antti Rinne, formó un gobierno en junio de 2019, con el Partido del Centro, la Liga Verde, la Alianza de la Izquierda y el Partido Popular Sueco (SFP/RKP) y se convirtió en primer ministro en junio de 2019.

### Renuncia de Rinne
En diciembre de 2019, Rinne renunció a su cargo debido a un escándalo relacionado con el Servicio Postal de Finlandia (Posti). El Partido del Centro –miembro de la coalición gobernante– retiró su confianza al gobierno. El Partido Socialdemócrata de Finlandia eligió a la entonces ministra de Transporte y diputada por Pirkanmaa, Sanna Marin, para reemplazar a Rinne. Marin asumió el cargo el 10 de diciembre de 2019. Marín fue la mujer más joven en ocupar el cargo de primera ministra del país, además formó un gobierno con 5 partidos (SPD, KESK, VIHR, VAS y SFP/RKP) todos liderados por mujeres; durante su mandato fue la primera ministra más joven del mundo.

### Gobierno de Marín
El mandato de Marín tuvo que afrontar la pandemia de COVID-19 y sus consecuencias económicas, también lideró la respuesta de su país ante la invasión rusa a Ucrania y gestionó el proceso para la adhesión de Finlandia a la OTAN, rompiendo con la histórica política exterior neutral.
Durante la pandemia de COVID-19 en Finlandia, el Partido Socialdemócrata de la primera ministra Sanna Marin experimentó inicialmente un fuerte aumento de popularidad, y el Partido de los Finlandeses, que lideraba las encuestas antes de la pandemia, experimentó una fuerte caída.
Tras el comienzo de la invasión rusa de Ucrania, Sanna Marín tomó una línea firme contra Rusia y Vladímir Putin, rompiendo la neutralidad militar histórica de Finlandia al anunciar que Finlandia presentaría una candidatura para unirse a la OTAN. Finlandia presentó oficialmente su candidatura en mayo de 2022, y se formalizó en marzo de 2023, cuando Recep Tayyip Erdoğan, presidente de Turquía, firmó y aprobó formalmente la decisión de ratificar la membresía de Finlandia en la OTAN. Turquía fue el último miembro de la OTAN en ratificar la decisión.
Para abril de 2021, el Partido de los Finlandeses había resurgido, superando a los socialdemócratas en las encuestas y ocupando el primer lugar en todas las encuestas representativas realizadas entre enero y julio. Después de que el Partido Coalición Nacional se desempeñara sorprendentemente fuerte en las elecciones municipales de junio de 2021 con el Partido de los Finlandeses con un desempeño peor de lo que indicaban las encuestas preelectorales, este último vio una disminución en su popularidad, quedando detrás de la Coalición Nacional y los socialdemócratas. Sin embargo, a finales de 2022, el partido finlandés había vuelto a las encuestas al mismo nivel que las elecciones anteriores (17%). A finales de 2022, el Partido del Centro estaba en las encuestas en su nivel más bajo, con menos del 10% de apoyo.

## Sistema electoral
Los 200 miembros del Parlamento de Finlandia ( Eduskunta ) fueron elegidos mediante representación proporcional de lista abierta en 13 distritos electorales plurinominales, con escaños asignados según el método D'Hondt. El número de representantes electos es proporcional a la población del distrito seis meses antes de las elecciones. Åland tiene un distrito electoral uninominal y su propio sistema de partidos.
| Distritos | Distritos                                                                 | Escaños | File:Suomen vaalipiirit 2013.png |
| --------- | ------------------------------------------------------------------------- | ------- | -------------------------------- |
| 1         | Helsinki                                                                  | 22      | File:Suomen vaalipiirit 2013.png |
| 2         | Uusimaa                                                                   | 36      | File:Suomen vaalipiirit 2013.png |
| 3         | Finlandia Propia                                                          | 17      | File:Suomen vaalipiirit 2013.png |
| 4         | Satakunta                                                                 | 8       | File:Suomen vaalipiirit 2013.png |
| 5         | Åland                                                                     | 1       | File:Suomen vaalipiirit 2013.png |
| 6         | Tavastia                                                                  | 14      | File:Suomen vaalipiirit 2013.png |
| 7         | Pirkanmaa                                                                 | 19      | File:Suomen vaalipiirit 2013.png |
| 8         | Finlandia Sudoriental (Carelia Meridional, Savonia del Sur y Kymenlaakso) | 17      | File:Suomen vaalipiirit 2013.png |
| 9         | Savonia-Karelia (Savonia del Norte y Carelia Septentrional)               | 15      | File:Suomen vaalipiirit 2013.png |
| 10        | Vaasa                                                                     | 16      | File:Suomen vaalipiirit 2013.png |
| 11        | Finlandia Central                                                         | 10      | File:Suomen vaalipiirit 2013.png |
| 12        | Oulu                                                                      | 18      | File:Suomen vaalipiirit 2013.png |
| 13        | Laponia Finlandesa                                                        | 7       | File:Suomen vaalipiirit 2013.png |

## Partidos políticos
| Partido | Partido                                                                        | Ideología                                     | Líder                | Dip prev (2019) |
| ------- | ------------------------------------------------------------------------------ | --------------------------------------------- | -------------------- | --------------- |
|         | Partido Socialdemócrata de Finlandia (SDP) Suomen Sosialidemokraattinen Puolue | Socialdemocracia                              | Sanna Marin          | 40              |
|         | Partido de los Finlandeses (PS) Perussuomalaiset                               | Nacionalismo finlandés Conservadurismo social | Riikka Purra         | 39              |
|         | Partido Coalición Nacional (KOK) Kansallinen Kokoomus                          | Conservadurismo liberal                       | Petteri Orpo         | 38              |
|         | Partido del Centro (KESK) Suomen Keskusta                                      | Socioliberalismo Agrarismo nórdico            | Annika Saarikko      | 31              |
|         | Liga Verde (VIHR) Vihreä liitto                                                | Ecologismo                                    | Maria Ohisalo        | 20              |
|         | Alianza de la Izquierda (VAS) Vasemmistoliitto                                 | Socialismo democrático                        | Li Andersson         | 16              |
|         | Partido Popular Sueco (SFP) Suomen ruotsalainen kansanpuolue                   | Liberalismo                                   | Anna-Maja Henriksson | 9               |
|         | Demócrata Cristianos (KD) Suomen kristillisdemokraatit                         | Democracia cristiana                          | Sari Essayah         | 5               |
|         | Movimiento Ahora (LIIK) Liike Nyt                                              | Liberalismo económico                         | Harry Harkimo        | 1               |

## Campaña

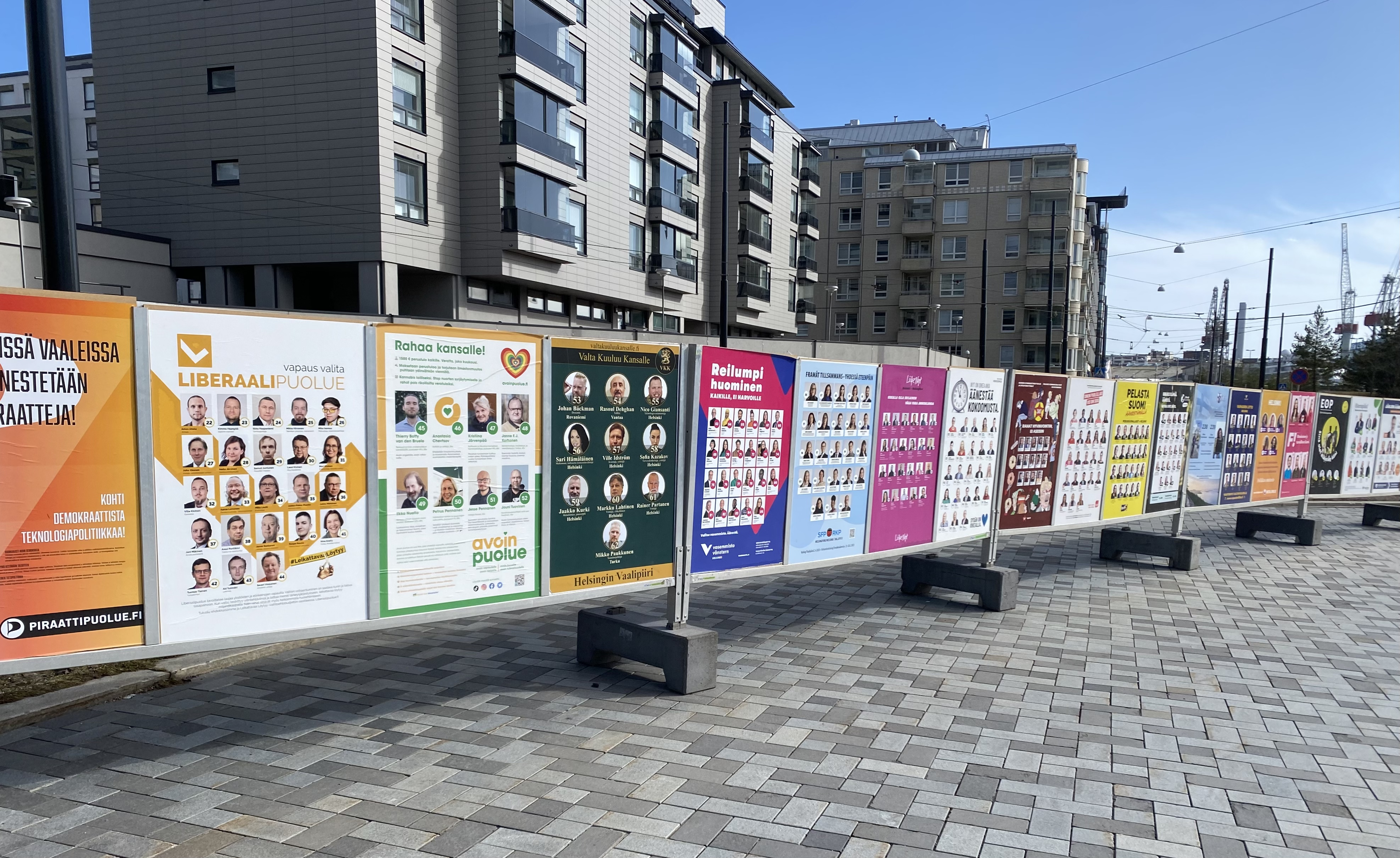
Carteles de campaña en Helsinki en marzo de 2023

La compañía de radiodifusión pública, Yle señalo que el endeudamiento del gobierno, la sostenibilidad de las finanzas públicas, el cambio climático y el declive educativo fueron los temas principales durante la campaña electoral. La BBC News señaló que la invasión rusa de Ucrania ha tenido poco impacto de campaña, y agregó que el período de campaña se concentró en cuestiones relacionadas con la economía. El servicio público de comunicación, Deutsche Welle señaló la escasez de trabajadores como un tema clave durante el período de campaña, mientras que Associated Press señaló que los temas relacionados con la economía, el cambio climático, la educación y los beneficios sociales fueron los principales durante la campaña. El Partido Socialdemócrata, se destacó durante los debates, donde la primera ministra, Sanna Marin ha destacado una actitud más vigorosa, por otra parte el Partido de los Finlandeses se destacó por ser el partido con mayor presencia en las redes sociales. Los partidos opositores se centraron en el gasto público como el principal problema a solucionar. Las elecciones han sido descritas como una carrera cerrada entre los Socialdemócratas, el Partido Coalición Nacional y el Partido de los Finlandeses.
El Partido de los Finlandeses, hizo campaña con una plataforma centrada a la antiinmigración y al euroescepticismo, señaló su prioridad de reducir la inmigración de países no pertenecientes a la Unión Europea. Mientras que Petteri Orpo, el líder del Partido de la Coalición Nacional, hizo campaña para reducir el gasto en desempleo y subsidios de vivienda, Orpo también declaró su apoyo al crecimiento económico, a continuar con la adhesión de Finlandia a la OTAN y está a favor de construir más plantas nucleares. Riikka Purra, líder del Partido de los Finlandeses, ha pedido austeridad y ha dicho que también desea endurecer su actitud hacia la Unión Europea, mientras que también dijo que su partido retrasaría al objetivo de neutralidad de carbono que fue introducido por el gobierno de Marín. Por otro lado, el Partido Coalición Nacional ha estado de acuerdo con la posición de Marin sobre la neutralidad de carbono. Marín criticó duramente a los partidos de derecha; también ha declarado su apoyo al gasto en educación y salud pública, diciendo que evitaría más préstamos. La campaña de la Liga Verde se centró en los servicios de salud mental y el ingreso básico universal, mientras que el Partido del Centro hizo campaña en la política regional.

### Eslóganes
| Partido | Partido                    | Lema Original                                 | Traducción al español                                     | Ref           |
| ------- | -------------------------- | --------------------------------------------- | --------------------------------------------------------- | ------------- |
|         | Partido del Centro         | Eteenpäin! Vastuuta koko Suomesta             | ¡Adelante! Responsabilidad de toda Finlandia              | [ 42 ] [ 43 ] |
|         | Demócrata Cristianos       | Järjen ääni Suomeen suunnanmuutos             | La voz de la razón                                        | [ 43 ] [ 44 ] |
|         | Partido de los Finlandeses | Pelasta Suomi!                                | ¡Salva Finlandia!                                         | [ 43 ]        |
|         | Liga Verde                 | Suojele elämää                                | Proteger la vida                                          | [ 43 ]        |
|         | Alianza de la Izquierda    | Reilumpi huominen kaikille, ei harvoille      | ¡Un mañana más justo para todos, no solo para unos pocos! | [ 43 ]        |
|         | Movimiento Ahora           | Uskalla olla erilainen                        | Atrévete a ser diferente                                  | [ 43 ]        |
|         | Partido Coalición Nacional | Nyt on oikea aika                             | Ahora es el momento correcto                              | [ 43 ]        |
|         | Coalición Åland            | Täysivaltaista tasavaltaa jälleenrakentamass  | Reconstruyendo una república soberana                     | [ 43 ]        |
|         | Partido Socialdemócrata    | Rohkeutta olla sinun puolellasi               | Coraje para estar de tu lado                              | [ 43 ]        |
|         | Partido Popular Sueco      | Yhdessä eteenpäin (Sueco: Framåt tillsammans) | Avanzando juntos                                          | [ 43 ]        |

### Debates
| Debates de las elecciones parlamentarias finlandesas de 2023 | Debates de las elecciones parlamentarias finlandesas de 2023 | Debates de las elecciones parlamentarias finlandesas de 2023 | Debates de las elecciones parlamentarias finlandesas de 2023 | Debates de las elecciones parlamentarias finlandesas de 2023 | Debates de las elecciones parlamentarias finlandesas de 2023 | Debates de las elecciones parlamentarias finlandesas de 2023 | Debates de las elecciones parlamentarias finlandesas de 2023 | Debates de las elecciones parlamentarias finlandesas de 2023 | Debates de las elecciones parlamentarias finlandesas de 2023 | Debates de las elecciones parlamentarias finlandesas de 2023 | Debates de las elecciones parlamentarias finlandesas de 2023 |                |                   |        |
| Fecha                                                        | Organizador                                                  | P Presente I Invitado N No invitado                          | P Presente I Invitado N No invitado                          | P Presente I Invitado N No invitado                          | P Presente I Invitado N No invitado                          | P Presente I Invitado N No invitado                          | P Presente I Invitado N No invitado                          | P Presente I Invitado N No invitado                          | P Presente I Invitado N No invitado                          | P Presente I Invitado N No invitado                          | P Presente I Invitado N No invitado                          |                |                   |        |
| Fecha                                                        | Organizador                                                  | SDP                                                          | PS                                                           | KOK                                                          | KESK                                                         | VIHR                                                         | VAS                                                          | RKP                                                          | KD                                                           | LIIK                                                         | Refs                                                         |                |                   |        |
| ------------------------------------------------------------ | ------------------------------------------------------------ | ------------------------------------------------------------ | ------------------------------------------------------------ | ------------------------------------------------------------ | ------------------------------------------------------------ | ------------------------------------------------------------ | ------------------------------------------------------------ | ------------------------------------------------------------ | ------------------------------------------------------------ | ------------------------------------------------------------ | ------------------------------------------------------------ | -------------- | ----------------- | ------ |
| Fecha                                                        | Organizador                                                  | 30 de marzo                                                  | Yle                                                          | P Sanna Marin                                                | P Riikka Purra                                               | P Petteri Orpo                                               | P Annika Saarikko                                            | P Maria Ohisalo                                              | P Li Andersson                                               | P Anna-Maja Henriksson                                       | Refs                                                         | P Sari Essayah | P Hjallis Harkimo | [ 45 ] |
| 27 de marzo                                                  | Yle                                                          | P Sanna Marin                                                | P Riikka Purra                                               | P Petteri Orpo                                               | P Annika Saarikko                                            | P Maria Ohisalo                                              | P Li Andersson                                               | P Anna-Maja Henriksson                                       | P Sari Essayah                                               | P Hjallis Harkimo                                            | [ 46 ]                                                       |                |                   |        |
| 23 de marzo                                                  | Yle                                                          | N                                                            | N                                                            | N                                                            | P Annika Saarikko                                            | P Maria Ohisalo                                              | P Li Andersson                                               | N                                                            | N                                                            | N                                                            | [ 47 ]                                                       |                |                   |        |
| 22 de marzo                                                  | Yle                                                          | N                                                            | N                                                            | N                                                            | N                                                            | N                                                            | N                                                            | P Anna-Maja Henriksson                                       | P Sari Essayah                                               | P Hjallis Harkimo                                            | [ 48 ]                                                       |                |                   |        |
| 21 de marzo                                                  | Yle                                                          | P Sanna Marin                                                | P Riikka Purra                                               | P Petteri Orpo                                               | N                                                            | N                                                            | N                                                            | N                                                            | N                                                            | N                                                            | [ 49 ]                                                       |                |                   |        |
| 20 de marzo                                                  | Yle                                                          | P Sanna Marin                                                | P Riikka Purra                                               | P Petteri Orpo                                               | P Annika Saarikko                                            | P Maria Ohisalo                                              | P Li Andersson                                               | P Anna-Maja Henriksson                                       | P Sari Essayah                                               | P Hjallis Harkimo                                            | [ 50 ]                                                       |                |                   |        |
| 8 de marzo                                                   | Unifi                                                        | P Antti Lindtman                                             | P Sakari Puisto                                              | P Paula Risikko                                              | P Petri Honkonen                                             | P Maria Ohisalo                                              | P Li Andersson                                               | P Anders Adlercreutz                                         | P Sari Essayah                                               | N                                                            | [ 51 ]                                                       |                |                   |        |
| 6 de marzo                                                   | YVV                                                          | P Anita Hellman                                              | P Sakari Puisto                                              | P Pihla Keto-Huovinen                                        | P Päivi Mononen-Mikkilä                                      | P Amanda Pasanen                                             | P Veronika Honkasalo                                         | P Eva Biaudet                                                | N                                                            | P Karoliina Kähönen                                          | [ 52 ]                                                       |                |                   |        |

## Resultados
|  | 20,84 % |

|  | 20,07 % |

|  | 19,94 % |

|  | 11,31 % |

|  | 7,06 % |

|  | 7,04 % |

|  | 4.31 % |

|  | 4,25 % |

|  | 2,43 % |

|  | 0,89 % |

|  | 0,49 % |

|  | 0,37 % |

|  | 0,27 % |

|  | 0,16 % |

|  | 0,10 % |

|  | 0,10 % |

|  | 0,10 % |

|  | 0,08 % |

|  | 0,04 % |

|  | 0,04 % |

|  | 0,04 % |

|  | 0,04 % |

|  | 0,03 % |

|  | 0,03 % |

|  | 0,02 % |

|  | 0,02 % |

|  | 0,01 % |

|  | 0,02 % |

|  | 99,48 % |

|  | 0,52 % |

|  | 100 % |

|  | 72,67 % |

### Por distritos

Mapa de resultados

| Distritos             | Región                                            | Participación | KOK      | PS       | SDP   | KESK  | VIHR | VAS  | RKP  | KD   | LIIK | VKK  |     |     |  |
| Distritos             | Región                                            | Participación | %        | %        | %     | %     | %    | %    | %    | %    | %    | %    |     |     |  |
| --------------------- | ------------------------------------------------- | ------------- | -------- | -------- | ----- | ----- | ---- | ---- | ---- | ---- | ---- | ---- | --- | --- |  |
| Distritos             | Región                                            | Participación | Helsinki | Helsinki | 77,5  | 26,5  | 20,1 | 20,8 | 11,3 | 15,3 | 11,8 | 5,1  | 1,9 | 2,3 |  |
| Uusimaa               | Uusimaa                                           | 73,6          | 26,2     | 18,2     | 19,9  | 4,8   | 7,6  | 4,6  | 8,7  | 3,5  | 3,7  |      |     |     |  |
| Finlandia Propia      | Finlandia Propia                                  | 73,1          | 23,0     | 20,0     | 18,1  | 8,4   | 7,0  | 11,6 | 5,0  | 2,8  | 2,4  |      |     |     |  |
| Satakunta             | Satakunta                                         | 70,4          | 17,0     | 26,6     | 24,6  | 13,9  | 2,7  | 8,3  | 0,3  | 3,2  | 1,7  |      |     |     |  |
| Åland                 | Åland                                             | 59,7          |          |          |       |       |      |      |      |      |      | 85,6 |     |     |  |
| Tavastia              | Tavastia                                          | 69,6          | 24,5     | 24,4     | 23,7  | 8,6   | 4,7  | 5,9  | 0,3  | 5,5  | 3,1  |      |     |     |  |
| Pirkanmaa             | Pirkanmaa                                         | 73,6          | 21,5     | 20,2     | 25,9  | 7,1   | 7,5  | 6,9  | 0,3  | 5,4  | 2,5  |      |     |     |  |
| Finlandia Sudoriental | Carelia Meridional, Savonia del Sur y Kymenlaakso | 67,4          | 22,0     | 22,7     | 23,7  | 13,6  | 5,1  | 3,7  | 0,2  | 3,5  | 3,5  |      |     |     |  |
| Savonia-Karelia       | Savonia del Norte y Carelia Septentrional         | 67,5          | 16,3     | 20,0     | 19,1  | 19,7  | 5,7  | 5,5  | 0,1  | 9,8  | 2,1  |      |     |     |  |
| Vaasa                 | Vaasa                                             | 73,4          | 14,2     | 21,3     | 11,7  | 17,9  | 2,7  | 2,4  | 19,3 | 6,9  | 1,5  |      |     |     |  |
| Finlandia Central     | Finlandia Central                                 | 70,6          | 16,3     | 20,5     | 22,8  | 17,7  | 7,6  | 6,5  | 0,1  | 5,3  | 1,3  |      |     |     |  |
| Oulu                  | Oulu                                              | 70,0          | 14,9     | 25,4     | 13,7  | 25,0  | 5,0  | 9,4  | 0,2  | 3,1  | 1,1  |      |     |     |  |
| Laponia Finlandesa    | Laponia Finlandesa                                | 68,7          | 12,2     | 26,8     | 18,1  | 24,8  | 3,5  | 9,9  | 0,3  | 1,1  | 0,7  |      |     |     |  |
| Total                 |                                                   | 72,67         | 20,82    | 20,05    | 19,93 | 11,30 | 7,03 | 7,06 | 4,31 | 4,25 | 2,42 | 0,4  |     |     |  |
| Fuente: Vaalit y Yle  |                                                   |               |          |          |       |       |      |      |      |      |      |      |     |     |  |

### Distribución de escaños
| Distritos             | Escaños | KOK      | PS | SDP | KESK | VIHR | VAS | RKP | KD | LIIK | VKK |   |  |
| --------------------- | ------- | -------- | -- | --- | ---- | ---- | --- | --- | -- | ---- | --- | - |  |
| Distritos             | Escaños | Helsinki | 23 | 7   | 3    | 5    | 0   | 4   | 3  | 1    | 0   | 0 |  |
| Uusimaa               | 37      | 11       | 7  | 8   | 2    | 3    | 1   | 3   | 1  | 1    |     |   |  |
| Finlandia Propia      | 17      | 5        | 4  | 3   | 1    | 1    | 2   | 1   | 0  | 0    |     |   |  |
| Satakunta             | 8       | 2        | 3  | 2   | 1    | 0    | 0   | 0   | 0  | 0    |     |   |  |
| Åland                 | 1       |          |    |     |      |      |     |     |    |      | 1   |   |  |
| Tavastia              | 14      | 3        | 4  | 4   | 1    | 0    | 1   | 0   | 1  | 0    |     |   |  |
| Pirkanmaa             | 20      | 5        | 5  | 6   | 1    | 1    | 1   | 0   | 1  | 0    |     |   |  |
| Finlandia Sudoriental | 15      | 4        | 4  | 4   | 2    | 1    | 0   | 0   | 0  | 0    |     |   |  |
| Savonia-Karelia       | 15      | 3        | 3  | 3   | 3    | 1    | 1   | 0   | 1  | 0    |     |   |  |
| Vaasa                 | 16      | 2        | 4  | 2   | 3    | 0    | 0   | 4   | 1  | 0    |     |   |  |
| Finlandia Central     | 10      | 2        | 2  | 3   | 2    | 1    | 0   | 0   | 0  | 0    |     |   |  |
| Oulu                  | 18      | 3        | 5  | 2   | 5    | 1    | 2   | 0   | 0  | 0    |     |   |  |
| Laponia Finlandesa    | 6       | 1        | 2  | 1   | 2    | 0    | 0   | 0   | 0  | 0    |     |   |  |
| Total                 | 200     | 48       | 46 | 43  | 23   | 13   | 11  | 9   | 5  | 1    | 1   |   |  |
| Fuente: Vaalit y Yle  |         |          |    |     |      |      |     |     |    |      |     |   |  |

## Reacciones

### Nacionales
- El Partido Socialdemócrata de Finlandia, liderado por la primera ministra, Sanna Marín, obtuvo un mejor resultado a comparación de las elecciones de 2019, con el 19,94% de los votos y 43 escaños en el parlamento, sin embargo pasaron a la tercera posición. Marín reconoció la derrota y felicitó al Partido Coalición Nacional y al Partido de los Finlandeses, declaró que «La democracia ha hablado».[53]
- El Partido de los Finlandeses, liderado por Riikka Purra, obtuvo el 20.07% de los votos y 46 escaños, siendo este el mejor resultado de la historia del partido y se suma a los resultados de la ultraderecha en Europa, que obtuvo resultados históricos en las elecciones de Italia de 2022 y elecciones de Suecia del mismo año. Purra agradeció a sus votantes por el resultado y destacó «Haber obtenido el mejor resultado para el partido».[53]
- El Partido Coalición Nacional, liderado por Petteri Orpo, fue el ganador de las elecciones con el 20.84% de los votos y 48 escaños, obteniendo el primer lugar. Orpo declaró que «Fue una gran victoria» y que formara un gobierno para «recuperar a Finlandia».[54][55]
- El Partido del Centro, miembro de la coalición gobernante y liderado por Annika Saarikko, obtuvo solo el 11.30% de votos y 23 escaños, el número más bajo de representación y uno de sus peores resultados desde sus inicios. Saarikko declaró que «El pueblo finlandés quiere que el partido pase a la oposición, y ese será su lugar» tras ocho años de formar parte de la coalición de gobierno.[56]
- La Liga Verde, miembro de la coalición gobernante y liderada por Maria Ohisalo, obtuvo el 7.03% de los votos y solo 13 escaños. Su líder declaró que «El resultado de las elecciones fue una gran derrota» y que no estarían dispuestos a formar parte de un nuevo gobierno.[57]
- El Partido Popular Sueco, miembro de la coalición gobernarte, conservo sus 9 escaños y obtuvo un resultado similar a las elecciones anteriores. Su líder Anna-Maja Henriksson, declaró que el partido estaría dispuesto a formar parte del nuevo gobierno «Que lleve a Finlandia hacia adelante» e incluso no descartó la cooperación con el Partido de los Finlandeses, con la condición de moderar su políticas antiinmigración y euroescéptica.[58]
- Los Demócrata Cristianos, conservaron sus 5 escaños y su líder Sari Essayah, anunció que «El próximo gobierno tiene que reformar Finlandia» en temas del mercado laboral y seguridad social, además indicó que «le gustaría participar en dicho gobierno».[59]

### Formación del Gobierno
Antes de las elecciones, el Partido Socialdemócrata, la Liga Verde, la Alianza de la Izquierda y el Partido Popular Sueco –miembros de la coalición gobernante– anunciaron que habían descartado unirse a una coalición que involucrara al Partido de los Finlandeses. Sin embargo el Partido Popular Sueco no lo descartó por completo porque quieren ver cómo irán las conversaciones del gobierno para tomar una decisión final. La Alianza de Izquierda también declaró que no formaría parte de una coalición con Partido Coalición Nacional. A principios de marzo de 2023, la líder del Partido del Centro –también miembro de la coalición gobernante–, Annika Saarikko, declaró que, aunque no descartaba una coalición con ningún partido, pero no estaba dispuesta a seguir permaneciendo en el actual gobierno de coalición, debido a disputas políticas con otros partidos de coalición, especialmente con la Liga Verde.
El líder del Partido Coalición Nacional –miembro de la oposición–, Petteri Orpo, dijo que mantenía abiertas sus opciones, ya que según las encuestas de opinión, necesitaría asociarse con el Partido Socialdemócrata o el Partido de los Finlandeses para obtener una mayoría. Después de los resultados de las elecciones, la actual coalición gobernante perdió la mayoría absoluta en el parlamento. El Partido Coalición Nacional de la oposición ganó las elecciones con el 20,8% del voto popular a nivel nacional y 48 escaños en el parlamento, el tercer resultado más alto en la historia del partido.
El líder de la Coalición Nacional, Petteri Orpo iniciara las negociaciones de formación de gobierno la semana siguiente, luego de la fiesta de la Pascua, cuando el nuevo parlamento se reúna. Necesitaría el apoyo del Partido de los Finlandeses o el Socialdemócrata, también necesitara el apoyo de otros partidos menores. La Alianza de la Izquierda, la Liga Verde y el Partido del Centro, anunciaron que no estarían dispuestos a formar parte del nuevo gobierno, sin embargo el Partido del Centro realizó declaraciones similares en las elecciones de 2019, donde indicaron que el partido pasaría a lo oposición luego de conocer los resultados, pero luego se unieron a la coalición gobernarte con los Socialdemócratas. Los Demócrata Cristianos y el Partido Popular Sueco luego de conocer el resultado de las elecciones anunciaron que estarían dispuesto a formar parte del nuevo gobierno. Incluso el Partido Popular Sueco no descartó la cooperación con el Partido de los Finlandeses, con la condición de moderar su políticas antiinmigración y euroescéptica. El 4 de abril de 2023, la líder del Partido Socialdemócrata, Sanna Marín, anunció que renunciaba como presidenta de su partido, pero permanecerá en el cargo hasta el congreso del partido de septiembre, aseguró que seguirá siendo legisladora en el parlamento.
Basándose en las respuestas y las conversaciones iniciales con todas las partes, Orpo anunció que negociaría la formación de un gobierno con el Partido Finlandés, el Partido Popular Sueco y los Demócratas Cristianos.
Petteri Orpo anunció el 15 de junio que los cuatro partidos habían acordado formar un gobierno de coalición. El programa de gobierno y la composición del gobierno se anunciarán el 17 de junio. La Coalición Nacional recibió ocho puestos, el Partido de los Finlandeses siete y el Partido del Pueblo Sueco tres, y el resto fue para los Demócratas Cristianos. El 20 de junio, Orpo fue investido como nuevo Primer ministro de Finlandia.